# Alte Kirche (Niederselters)

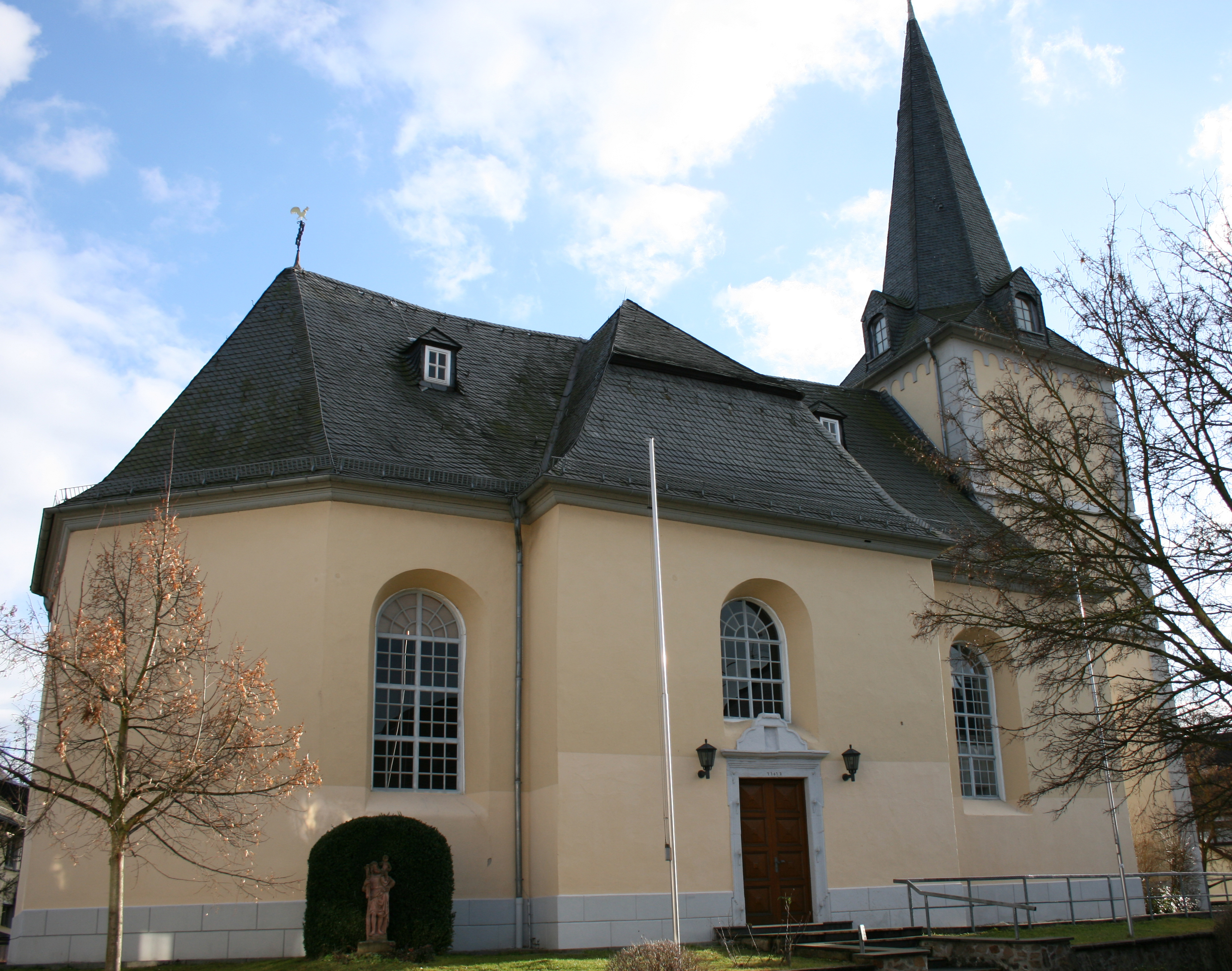
Alte Kirche (Niederselters)

Die Alte Kirche ist ein denkmalgeschützter Bauwerk, das im Ortsteil Niederselters der Gemeinde Selters im Landkreis Limburg-Weilburg (Hessen) steht.

## Beschreibung
Bereits 1340 wird eine Kapelle erwähnt. Sie besaß einen Chorturm, der im 17. Jahrhundert einstürzte und wiederhergestellt wurde. Nach Abbruch der alten Kirche wurde 1717–19 eine barocke Saalkirche mit Bogenfenstern und einem wenig vortretenden Querschiff unter Mansarddächern und einem dreiseitig abgeschlossenen Chor errichtet. Der im Kern mittelalterliche Kirchturm blieb stehen. Er wurde mit Ecksteinen und einem Bogenfries unter der Dachtraufe verziert und mit einem achtseitigen spitzen Helm mit Dachgauben bedeckt. Der weiträumig wirkende Innenraum hat drei hölzerne Tonnengewölbe, die sich kreuzen.
Nach dem Neubau der großen Pfarrkirche St. Christophorus wurde die alte Kirche profaniert und ihre Kirchenausstattung entfernt. Eine Nutzung als Heimatmuseum ist vorgesehen.